# 歴史たんけん
『歴史たんけん』（れきしたんけん）は、1995年4月10日から2001年3月12日までNHK教育テレビジョンで放送されていた小学校6年生向けの学校放送（教科：社会科）である。

## 概要
日本の様々な時代背景を紹介していた番組。リポーターが各回のテーマに合わせて町の施設や史跡を訪れ、それらを調査する模様を放送していた。
タイトルに「歴史」とあるが内容は複合的で、4月から12月には昭和中期までの日本史を、1月には現代の行政といった公民的な内容を、そして2月と3月には世界に目を向けた内容を取り扱うのが恒例になっていた（3月に1年間のまとめを放送する年もあり）。

## 放送時間
| 期間                          | 放送時間             |
| ----------------------------- | -------------------- |
| 1995年4月10日 - 2001年3月12日 | 月曜日 11:15 - 11:30 |

別の時間帯での再放送あり。

## 出演者
- リポーター
  - 塚原有紀子（1995年4月 - 1996年3月、1997年4月 - 1999年3月）[3][6]
  - 木村深雪（1996年4月 - 1998年3月）
  - 阿南敦子（1997年4月 - 1999年3月）

- キャラクター
  - 歴史仙人の声 - 永井一郎（1995年4月 - 1999年3月）[3]

- ナビゲーター
  - 伊集院光（1999年4月 - 2001年3月） - 2000年度の放送では昔の日本の服装で出演していた。

## 放送リスト

### 1995年度
| 回 | タイトル               | 初回放送日     |
| -- | ---------------------- | -------------- |
| 1  | 大昔の人々の食べ物     | 1995年04月10日 |
| 2  | 古墳ってなに           | 1995年04月24日 |
| 3  | 大仏ができた           | 1995年05月15日 |
| 4  | かな文字が生まれて     | 1995年05月29日 |
| 5  | 歴史の町（1） - 鎌倉 - | 1995年06月12日 |
| 6  | 歴史の町（2） - 京都 - | 1995年06月26日 |
| 7  | 鉄砲がいくさを変えた   | 1995年07月10日 |
| 8  | 大名行列をついせき     | 1995年08月28日 |
| 9  | 歴史の町（3） - 大阪 - | 1995年09月18日 |
| 10 | 歴史の町（4） - 横浜 - | 1995年10月02日 |
| 11 | 小学校のはじまり       | 1995年10月16日 |
| 12 | 国会がはじまった       | 1995年10月30日 |
| 13 | デモクラシーってなに   | 1995年11月13日 |
| 14 | 戦争中の子どもたち     | 1995年11月27日 |
| 15 | 日本のあたらしい出発   | 1995年12月11日 |
| 16 | くらしと政治           | 1996年01月8日  |
| 17 | 国会の役割             | 1996年01月22日 |
| 18 | 世界の中の日本         | 1996年02月05日 |
| 19 | 世界の子どもたち       | 1996年02月19日 |
| 20 | 国際連合               | 1996年03月05日 |

### 1996年度
| 回 | タイトル             | 初回放送日     |
| -- | -------------------- | -------------- |
| 1  | 大むかしの道具       | 1996年04月08日 |
| 2  | はにわが伝えること   | 1996年04月22日 |
| 3  | 奈良の大仏           | 1996年05月13日 |
| 4  | 平安の貴族           | 1996年05月27日 |
| 5  | 元とのたたかい       | 1996年06月10日 |
| 6  | 狂言の世界           | 1996年06月24日 |
| 7  | 日本の城             | 1996年07月08日 |
| 8  | 鎖国                 | 1996年08月26日 |
| 9  | 蘭学                 | 1996年09月16日 |
| 10 | 汽笛一声             | 1996年10月14日 |
| 11 | 強い国家をめざして   | 1996年10月28日 |
| 12 | ”開拓団”の道         | 1996年11月11日 |
| 13 | 戦争と若者           | 1996年11月25日 |
| 14 | 豊かな社会をめざして | 1996年12月09日 |
| 15 | くらしと行政         | 1997年01月06日 |
| 16 | 私たちと国会         | 1997年01月20日 |
| 17 | 世界の子どもたち     | 1997年02月03日 |
| 18 | 平和な世界へ         | 1997年02月17日 |
| 19 | おたよりありがとう   | 1997年03月03日 |

### 1997年度
| 回 | タイトル             | 放送日         |
| -- | -------------------- | -------------- |
| 1  | 米作りの始まり       | 1997年04月7日  |
| 2  | 鏡の不思議           | 1997年04月21日 |
| 3  | 馬を乗りこなせ       | 1997年06月09日 |
| 4  | 寺子屋               | 1997年09月18日 |
| 5  | 開国                 | 1997年09月29日 |
| 6  | 北海道開拓           | 1997年10月13日 |
| 7  | 富国強兵             | 1997年10月27日 |
| 8  | 大正時代の都市と農村 | 1997年11月10日 |
| 9  | ヒロシマ             | 1997年11月27日 |
| 10 | 沖縄の戦後           | 1997年12月08日 |
| 11 | わたしたちと国会     | 1998年01月19日 |
| 12 | 世界平和のために     | 1998年02月16日 |
| 13 | みんなの歴史たんけん | 1998年03月02日 |

### 1998年度
| 回 | タイトル               | 初回放送日     |
| -- | ---------------------- | -------------- |
| 1  | 三内丸山遺跡           | 1998年04月06日 |
| 2  | 仏教と国づくり         | 1998年04月20日 |
| 3  | 源氏物語               | 1998年05月11日 |
| 4  | 祇園祭                 | 1998年06月08日 |
| 5  | 百万都市 江戸          | 1998年07月06日 |
| 6  | 維新の人々             | 1998年09月14日 |
| 7  | 留学生たちの夢         | 1998年09月28日 |
| 8  | ラジオが生まれて       | 1998年10月26日 |
| 9  | 戦場になった南の島     | 1998年11月09日 |
| 10 | 焼け跡からの出発       | 1998年11月30日 |
| 11 | 国会の歴史             | 1999年01月04日 |
| 12 | 世界のともだち         | 1999年01月18日 |
| 13 | 世界のためにできること | 1999年02月01日 |
| 14 | 国のかけ橋             | 1999年02月15日 |

### 1999年度
| 回 | タイトル               | 初回放送日     |
| -- | ---------------------- | -------------- |
| 1  | 米作りのはじまり       | 1999年04月5日  |
| 2  | 古墳って何だろう?      | 1999年04月19日 |
| 3  | 大仏建立               | 1999年05月10日 |
| 4  | 貴族のくらし           | 1999年05月24日 |
| 5  | 武士の心意気           | 1999年06月07日 |
| 6  | 金閣・銀閣             | 1999年06月21日 |
| 7  | 鉄砲の登場             | 1999年07月05日 |
| 8  | 鎖国への道             | 1999年08月23日 |
| 9  | 商人たちの活やく       | 1999年09月13日 |
| 10 | 黒船があらわれた       | 1999年09月27日 |
| 11 | 憲法をつくろう         | 1999年10月14日 |
| 12 | 新しい国づくり         | 1999年10月25日 |
| 13 | はばたく科学者たち     | 1999年11月08日 |
| 14 | 戦場になった南の島     | 1999年11月22日 |
| 15 | 焼けあとからの出発     | 1999年12月06日 |
| 16 | くらしと政治           | 2000年01月13日 |
| 17 | これが国会だ           | 2000年01月24日 |
| 18 | 世界のなかの日本       | 2000年02月07日 |
| 19 | 地球に生きる子どもたち | 2000年02月21日 |
| 20 | 国際連合の役割         | 2000年03月06日 |

### 2000年度
| 回 | タイトル               | 初回放送日     |
| -- | ---------------------- | -------------- |
| 1  | 遺跡から昔がよみがえる | 2000年04月10日 |
| 2  | 大きな古墳             | 2000年04月24日 |
| 3  | 大仏が出来た           | 2000年05月15日 |
| 4  | 平安の貴族は           | 2000年05月29日 |
| 5  | 要塞（さい）都市鎌倉   | 2000年06月12日 |
| 6  | 金閣と銀閣             | 2000年06月26日 |
| 7  | 天下統一               | 2000年07月10日 |
| 8  | 参勤交代               | 2000年08月28日 |
| 9  | 江戸文化華やかに       | 2000年09月18日 |
| 10 | 開国から維新へ         | 2000年10月02日 |
| 11 | 文明開化               | 2000年10月16日 |
| 12 | 溶鉱炉の火             | 2000年10月30日 |
| 13 | 普通選挙運動           | 2000年11月13日 |
| 14 | 学童疎開               | 2000年11月27日 |
| 15 | 戦後復興の道           | 2000年12月11日 |
| 16 | くらしと行政           | 2001年01月11日 |
| 17 | 国会の役割             | 2001年01月22日 |
| 18 | 世界の中の日本         | 2001年02月05日 |
| 19 | 国際連合               | 2001年02月19日 |
| 20 | これからの日本         | 2001年03月05日 |